# Phillip Calvert
Hon. Phillip Calvert (auch Philip, *  1626 in England; † Ende Dezember 1682 im Calvert County, Province of Maryland) war ein englischer Kolonialgouverneur der Province of Maryland.

## Leben
Phillip Calvert war der siebte und jüngste Sohn des George Calvert, 1. Baron Baltimore, der einzige aus dessen zweiter Ehe mit Joan. Sein ältester Halbbruder Cæcilius Calvert, 2. Baron Baltimore, erhielt von König Karl I. 1632 eine Royal Charter, die ihn zum erblichen Lord Proprietor der neu zu gründenden Kolonie Maryland ernannte. Sein zweitältester Halbbruder Leonard war von 1634 bis 1647 erster Gouverneur der Province of Maryland.
Phillip wuchs zunächst in England auf und wurde am Päpstlichen Englischen Kolleg in Lissabon ausgebildet. 1656 emigrierte er nach Maryland. Er war von 1656 bis zu seinem Tod Mitglied des dortigen kolonialen Regierungsrates. Er lebte dort auf dem Gut Pope’s Freehold und ab 1679 auf dem Gut St. Peter’s, beide im St. Mary’s County. In Maryland erlebte er unruhige Zeiten. Dort hatte es in den 1650er Jahren einen Aufstand der Puritaner gegeben. Im Verlauf dieses Aufstands musste der damalige Gouverneur William Stone aus der Kolonie fliehen. Gleichzeitig wurde der 2. Baron Baltimore als Lord Proprietor der Kolonie entmachtet. Ein Versuch der Restauration scheiterte 1655 in der Schlacht beim Severn (Battle of the Severn). Stone wurde damals gefangen genommen und mit dem Tod bedroht. Erst um 1656/1657 gelang es die frühere Ordnung in Maryland wieder herzustellen. Der 2. Baron Baltimore erhielt die Kolonie zurück und setzte seinen Vertrauten Josias Fendall als Gouverneur ein. Dieser erwies sich aber als nicht loyal und inszenierte einen Aufstand gegen die Calverts. Nach der Niederschlagung dieses Aufstands wurde Phillip Calvert 1660 mit dem Gouverneursamt betraut. Dieser begnadigte Fendall. Er übte dieses Amt aus bis 1661 sein Neffe Charles Calvert, der spätere 3. Baron Baltimore, eintraf und ihn ablöste. In seiner Amtszeit wurden Teile der südlichen Grenze Marylands festgelegt. Später bekleidete er in der Kolonie noch verschiedene weitere Ämter. So war er unter anderem oberster Richter des kolonialen Gerichtshofs (Provincial Court). Als Chancellor der Kolonie hatte er das zweithöchste Kolonialamt inne und er war damit Stellvertreter seines Neffen, des Gouverneurs. Im Jahr 1668 wurde er zudem Bürgermeister der damaligen kolonialen Hauptstadt St. Mary’s City. Phillip war in der Kolonie ein angesehener Bürger. Er starb im Ende Dezember 1682. Er hinterließ 3900 Acres große Ländereien, eine große Villa, und eine fast 100 Bücher umfassende Bibliothek.
Phillip Calvert war zweimal verheiratet. In erster Ehe heiratete er spätestens 1656 Anne Wolsely († 1680), Tochter des Sir Thomas Wolseley, Gutsherr von Wolseley in Staffordshire, und der Helen Broughton. Die Ehe blieb kinderlos. In zweiter Ehe heiratete er 1681 Jane Sewell, Stieftochter des Charles Calvert, 3. Baron Baltimore. Mit ihr hatte er ein Kind, das noch im Säuglingsalter im Frühjahr 1693 starb. Die Bleisärge mit den sterblichen Überresten Phillip Calverts, seiner ersten Gattin Anne Wolsely und des Säuglings sind erhalten und wurden 1992 geöffnet und bis 2014 vom Smithsonian Institut wissenschaftlich untersucht.